# Melek Tourhan

Stemma del Sultanato d'Egitto

Melek bint Hasan Tourhan Pascià (in arabo ملك حسن طوران‎?; Istanbul, 27 ottobre 1869 – Il Cairo, 4 febbraio 1956) è stata una nobile egiziana, seconda moglie del primo sultano alawita Hussein Kamel nipote di Mehmet Ali il Grande, nota come Sultana Melek.

## Titoli nobiliari
- Sua Altezza Principessa Malek d'Egitto
- Sua Altezza Reale la Sultana Melek d'Egitto

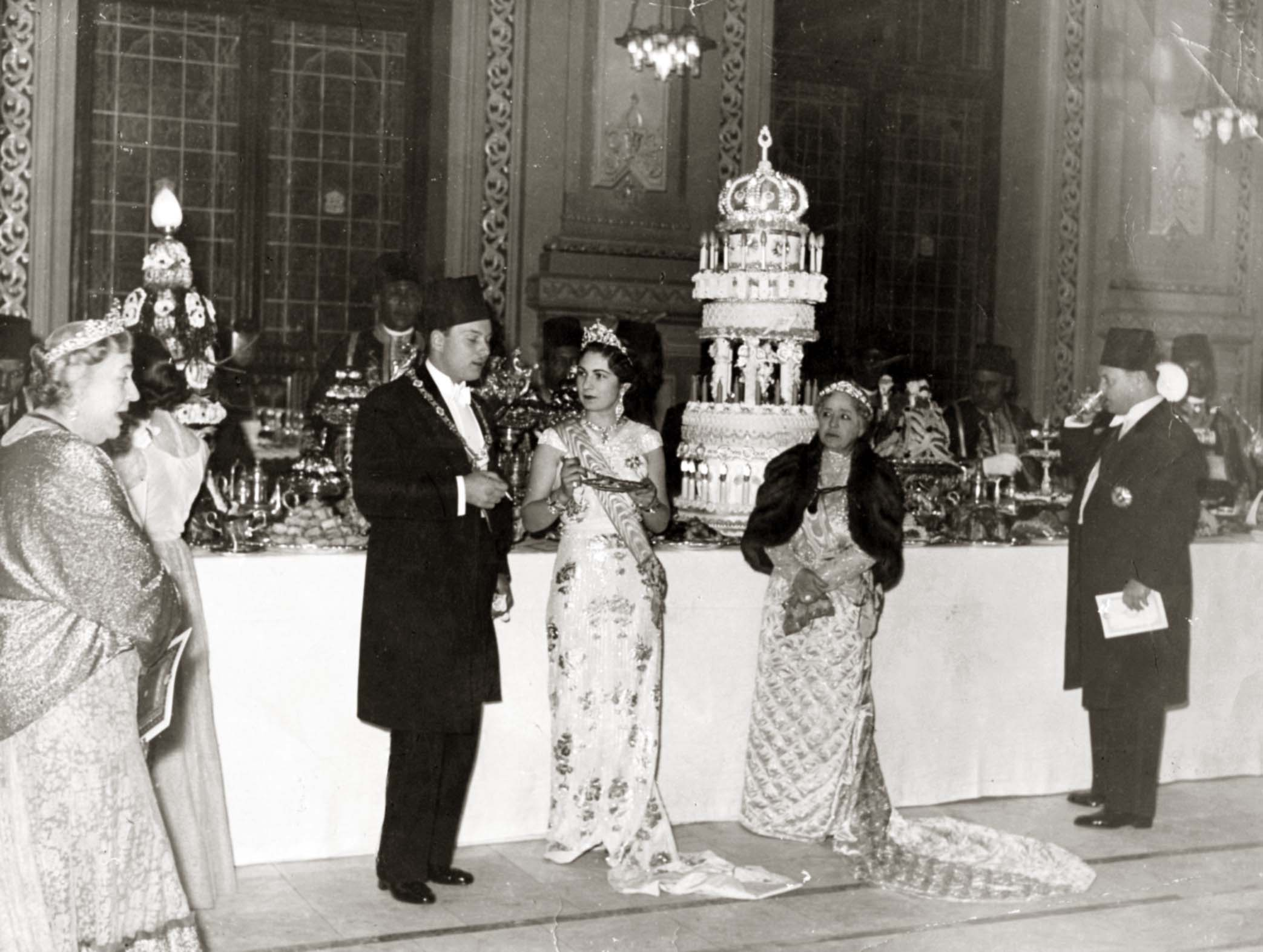
Compleanno di Faruq I, circa 1938
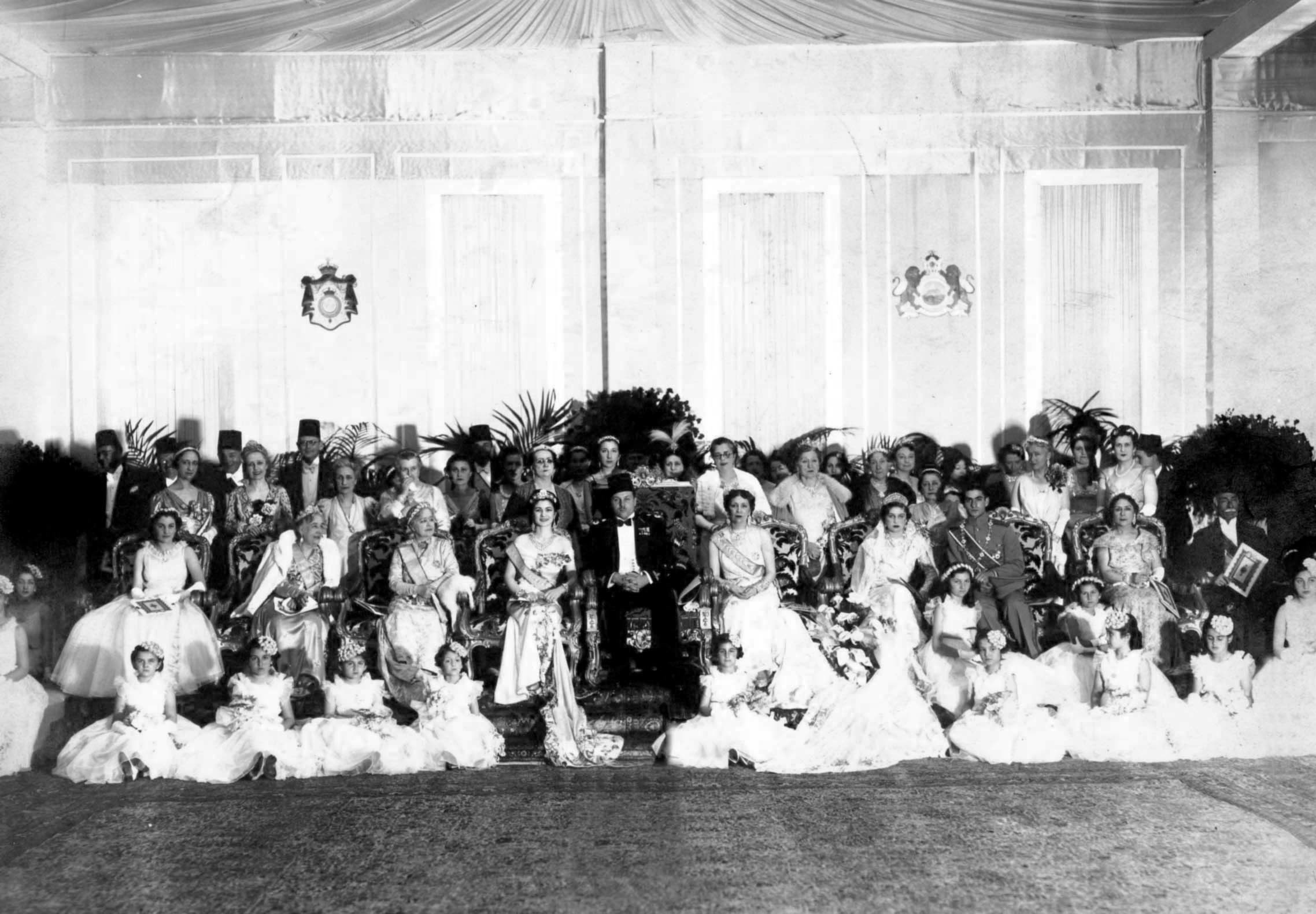
Matrimonio di Reza Pahlavi e Fawzia d'Egitto
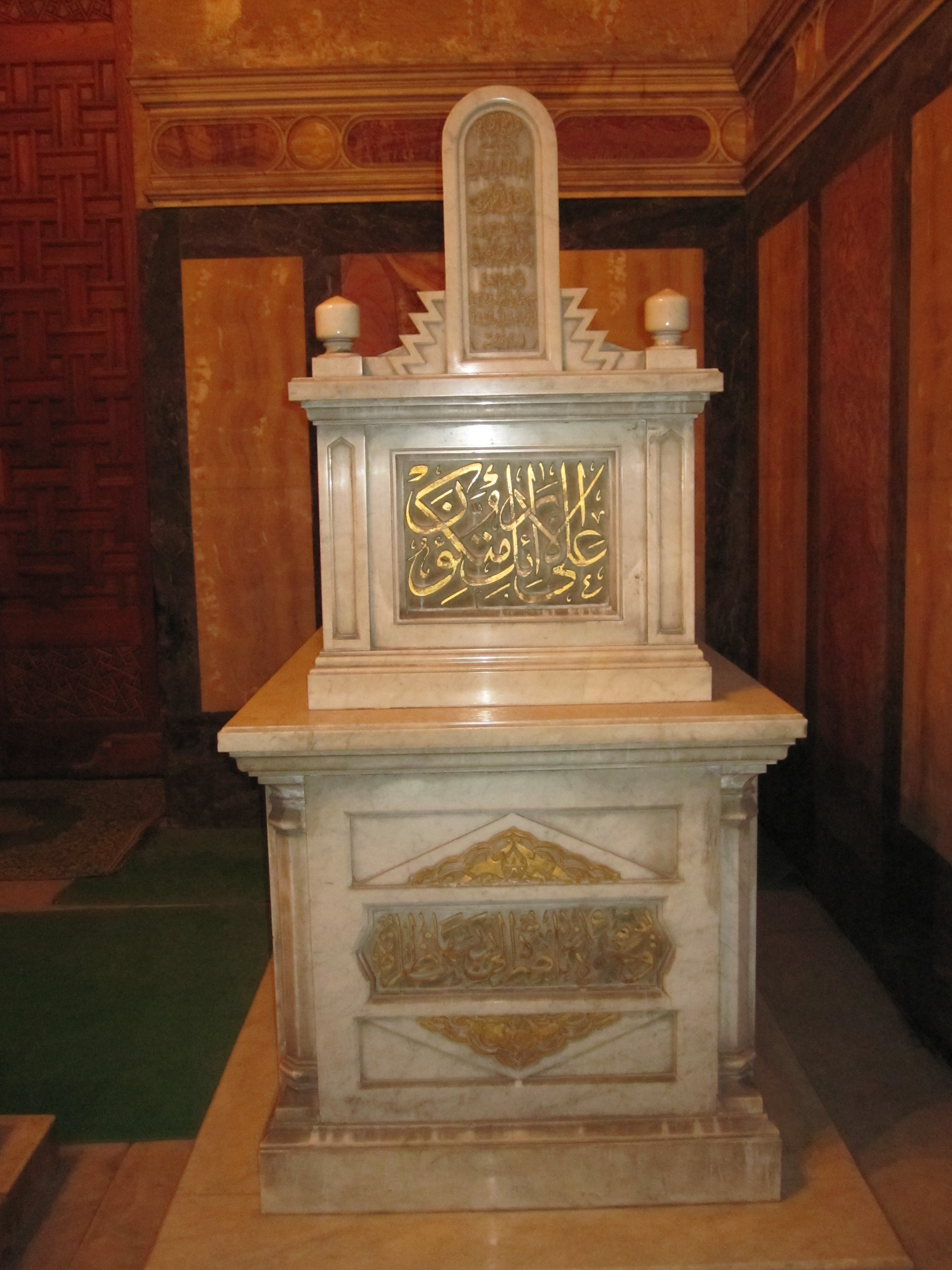
Tomba of Sultana Melek (1869–1956), nella moschea Rifa'i Mosque al Cairo a fianco al marito il sultano Hussein Kamel